# Megan Duffy
Megan Duffy es una deportista estadounidense que compitió en piragüismo en la modalidad de aguas tranquilas. Ganó una medalla de bronce en los Juegos Panamericanos de 1991 en la prueba de K1 500 m.

## Palmarés internacional
| Juegos Panamericanos | Juegos Panamericanos | Juegos Panamericanos | Juegos Panamericanos |
| Año                  | Lugar                | Medalla              | Competición          |
| -------------------- | -------------------- | -------------------- | -------------------- |
| 1991                 | La Habana (Cuba)     | Medalla de bronce    | K1 500 m             |